# Opalótipo

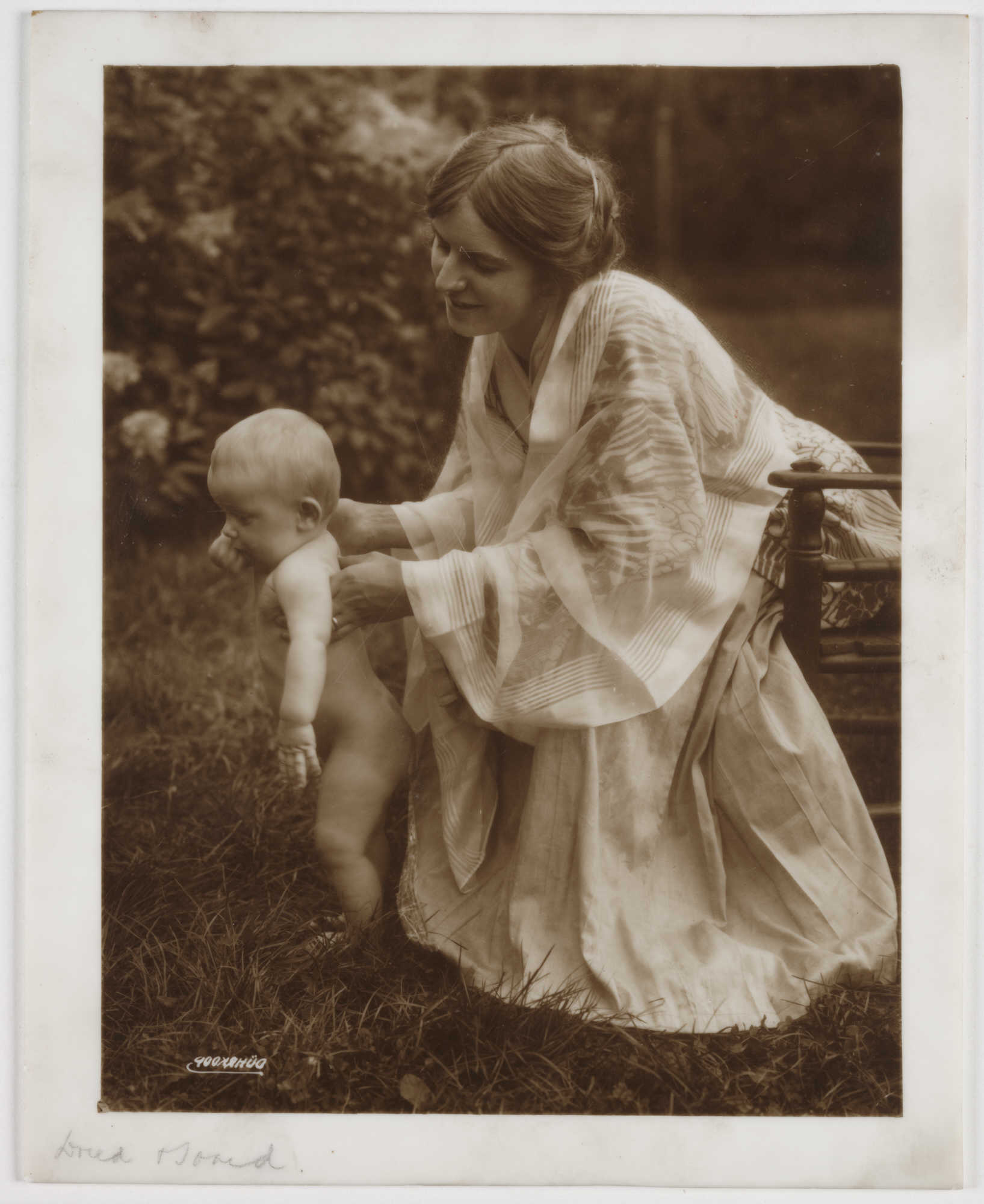
Um exemplar da técnica

Opalótipo é um processo fotográfico que consiste em uma imagem impressa em uma placa de 
vidro branco opalado (translúcido), geralmente de prata coloidal, patenteado em 1857 por 
"Glover e Bold" em Liverpool. O efeito era uma imagem de alto contraste, superior a impressões em papel, que jamais amarelava. Quando colorida à mão, ganhava um efeito de aquarela, pastel ou pintura em marfim. 